# Katharina Rybkowski
Katharina „Kat“ Rybkowski verh. Miles (* 26. April 1982 in München) ist eine ehemalige deutsche Eiskunstläuferin.
Kat war im Einzellauf und Paarlauf zusammen mit Rico Rex aktiv. 2018/2019 arbeitete sie als Profi-Eiskunstläuferin und Trainerin bei der TV-Show Dancing on Ice in Sat.1 an der Seite von Detlef Soost (Staffel 1) und Peer Kusmagk (Staffel 2). 2019 gründete sie den Skate Club sowie 2024 die Skate & Media GmbH.